# 珠洲市立みさき小学校
珠洲市立みさき小学校（すずしりつ みさきしょうがっこう）は、石川県珠洲市三崎町にある市立小学校。

## 沿革
- 2004年（平成16年）4月 - 本・小泊・粟津の3小学校を統合して開校。校地、校舎、校旗、校歌は粟津小学校のものを引き継いだ[1][2]。
- 2024年（令和6年）1月11日 - 1日夕方に発生した令和6年能登半島地震の影響で9日に行われる予定だった3学期始業式が2日遅れで挙行[3]。

## 通学区域と進学先中学校
出典

### 通学区域
- 三崎町（杉山、細屋、内方、本、二本松、高波、雲津、小泊、伏見、引砂、宇治、寺家、粟津、大屋、森腰）

### 進学先中学校
- 珠洲市立三崎中学校

## 学校周辺
- 『ここが日本の重心地』塔（校門付近(校地内)にある）[5][6]
- 石川県道28号大谷狼煙飯田線（奥能登絶景海道）
- 三崎郵便局
- 旧珠洲市立粟津保育所
- 粟津海岸
- 日本海

## アクセス
- すずバス（珠洲市コミュニティバス）「狼煙飯⽥（海）ルート（旧木の浦線）」で、「みさき小」停留所下車。
- JR西日本・IRいしかわ鉄道金沢駅からは、北鉄奥能登バス特急珠洲金沢線に乗車し、「正院」停留所で、上述の「すずバス」に乗り換え[7]。